# 塞利娜·里德
塞利娜·里德（德語：Celine Rieder，2001年1月18日—），德国女子游泳运动员，2024年欧洲游泳锦标赛女子1500米自由泳银牌得主、2025年世界游泳锦标赛混合团体6公里接力金牌得主。